# كرهرود
كرهرود (بالفارسية: کرهرود) هي مدينة تقع في إيران في البلدة المركزية. يقدر عدد سكانها بـ 23,399 نسمة .